# Victor Busietta
Victor F. Busietta (fl. XX secolo) è stato un pallanuotista maltese.
Ha fatto parte di Malta, che ha partecipato ai Giochi di Amsterdam 1928, assieme al fratello Memè.
Come suo fratello, ha giocato tre partite durante questo torneo, rispettivamente contro Lussemburgo, Francia e Stati Uniti, senza segnare alcun gol.